# Jorge White
Jorge Enrique White Hooker (Limón; 12 de diciembre de 1956-Talamanca; 29 de marzo de 1997) fue un destacado futbolista costarricense.
Murió el 29 de marzo de 1997 a la edad de 40 años, tras ahogarse en una poza de la desembocadura del Río Vizcaya, Cantón de Talamanca.

## Trayectoria
Comenzó su carrera en 1974 en el equipo de su ciudad, la AD Limonense y permaneció ahí hasta 1978 para luego pasar al CS Cartaginés, equipo donde se quedaría por dos años.
Más tarde, la LD Alajuelense se fijó en él y lo fichó por una temporada. Con el club, anotó el gol de la final de vuelta para poner el global de 2-0 y alzarse con el título de Primera División en 1980.
El CD Motagua de la Liga Nacional de Honduras lo llevó a sus filas junto a su compatriota Rodolfo Mills, pero solamente estuvieron prestados la media temporada de 1981. Volvió otra vez a la AD Limonense, posteriormente fue trasladado a AD Municipal Puntarenas, después a la AD Guanacasteca donde consiguió la Segunda División de 1985, la AD San Carlos y finalmente regresó a Limonense para su retiro en 1988.

## Selección nacional
En la selección de Costa Rica, disputó las eliminatorias hacia la Copa Mundial de 1982, el Preolímpico de Concacaf de 1980 y por ganar este torneo, participó en los Juegos Olímpicos de Moscú 1980, teniendo acción los 270 minutos y anotando un gol contra Yugoslavia en la derrota de 3-2. En total, anotó 5 goles y fue 21 veces internacional de partidos clase A.

### Participaciones en Juegos Olímpicos
| Competición              | Sede  | Resultado     |
| ------------------------ | ----- | ------------- |
| Juegos Olímpicos de 1980 | Moscú | Primera ronda |

## Clubes
| Club                 | País       | Año       |
| -------------------- | ---------- | --------- |
| Limonense            | Costa Rica | 1974-1978 |
| Cartaginés           | Costa Rica | 1978-1980 |
| Alajuelense          | Costa Rica | 1980-1982 |
| Motagua (cesión)     | Honduras   | 1981      |
| Limonense            | Costa Rica | 1982-1984 |
| Municipal Puntarenas | Costa Rica | 1984      |
| Guanacasteca         | Costa Rica | 1985-1986 |
| San Carlos           | Costa Rica | 1986      |
| Limonense            | Costa Rica | 1987-1988 |

## Palmarés

### Títulos nacionales
| Título           | Equipo       | País       | Año  |
| ---------------- | ------------ | ---------- | ---- |
| Primera División | Alajuelense  | Costa Rica | 1980 |
| Segunda División | Guanacasteca | Costa Rica | 1985 |

### Títulos internacionales
| Título                  | Equipo     | Sede   | Año  |
| ----------------------- | ---------- | ------ | ---- |
| Preolímpico de Concacaf | Costa Rica | Varias | 1980 |